# Aeroportul Fort Bridger
Aeroportul Fort Bridger (IATA: FBR, ICAO: KFBR, FAA LID: FBR) este un aeroport din Fort Bridger⁠(d), Comitatul Uinta, Wyoming, Statele Unite ale Americii.
Situat la o altitudine de 2.145,1824 m, aeroportul dispune de 1 pistă.

## Infrastructură

### Piste
Aeroportul dispune de o singură pistă. Pista 04/22 are suprafața de asfalt și dimensiunile 6.404 picioare × 75 picioare. 